# (8579) Hieizan
(8579) Hieizan est un astéroïde de la ceinture principale.

## Description
(8579) Hieizan est un astéroïde de la ceinture principale. Il fut découvert le 11 décembre 1996 à Ōizumi par Takao Kobayashi. Il présente une orbite caractérisée par un demi-grand axe de 2,48 UA, une excentricité de 0,19 et une inclinaison de 1,9° par rapport à l'écliptique.

## Compléments